# قصر أبو سمرة
قصر أبو سمرة قرية سورية تتبع ناحية صوران في منطقة مركز حماة في محافظة حماة. بلغ عدد سكانها 2000 نسمة في عام 2025حسب إحصاء المكتب المركزي للإحصاء. غالبية سكانها من المذهب السني وتعتبر عائلة احمد الفارس من اكبر العوائل فيها من حيث العدد وامتلاك الاراضي 

## وصلات خارجية
- الوحدات الإدارية في محافظة حماة نسخة محفوظة 18 أبريل 2019 على موقع واي باك مشين.